# Wellford
Wellford is een plaats (city) in de Amerikaanse staat South Carolina, en valt bestuurlijk gezien onder Spartanburg County.

## Demografie
Bij de volkstelling in 2000 werd het aantal inwoners vastgesteld op 2030.
In 2006 is het aantal inwoners door het United States Census Bureau geschat op 2305, een stijging van 275 (13,5%).

## Geografie
Volgens het United States Census Bureau beslaat de plaats een oppervlakte van
5,3 km², geheel bestaande uit land. Wellford ligt op ongeveer 209 m boven zeeniveau.

## Plaatsen in de nabije omgeving
De onderstaande figuur toont nabijgelegen plaatsen in een straal van 12 km rond Wellford.